# Danh sách thành phố Pennsylvania

## A
- Aliquippa
- Allentown
- Altoona
- Ambridge
- Arnold

## B
- Baldwin
- Beaver Falls
- Bethlehem
- Bradford
- Butler

## C
- Carbondale
- Carlisle
- Chester
- Clairton
- Coatesville
- Connellsville
- Corry

## D
- DuBois
- Duquesne

## E
- Easton
- Erie

## F
- Farrell
- Franklin (Venango County)

## G
- Greensburg

## H
- Harrisburg
- Hazleton
- Hermitage

## J
- Jeannette
- Johnstown

## L
- Lansdowne
- Lancaster
- Latrobe
- Lebanon
- Lock Haven
- Lower Burrell

## M
- McKeesport
- Meadville
- Monessen
- Monongahela
- Monroeville

## N
- Nanticoke
- New Castle
- New Kensington

## O
- Oil City

## P
- Parker
- Philadelphia
- Pittsburgh
- Pittston
- Pottsville
- Pleasant Mount

## R
- Reading

## S
- St. Marys
- Scranton
- Shamokin
- Sharon
- Sunbury

## T
- Titusville

## U
- Uniontown

## W
- Warren
- Washington
- West Chester
- Wilkes-Barre
- Williamsport

## Y
- York